# Musée «Les écrivains étrangers à Odessa»
Le musée «Les écrivains étrangers à Odessa» (en ukrainien : Музей «Іноземні письменники в Одесі») d'Odessa abrite une des plus importantes collections artistiques d'Ukraine se situe dans l'appartement habité par Pouchkine en 1823.

## Présentation
Le musée présente des gravures de la ville au XIXe siècle, de Pouchkine mais aussi des personnalités de la ville qu'il a pu croiser. Ainsi que des œuvres du poète.

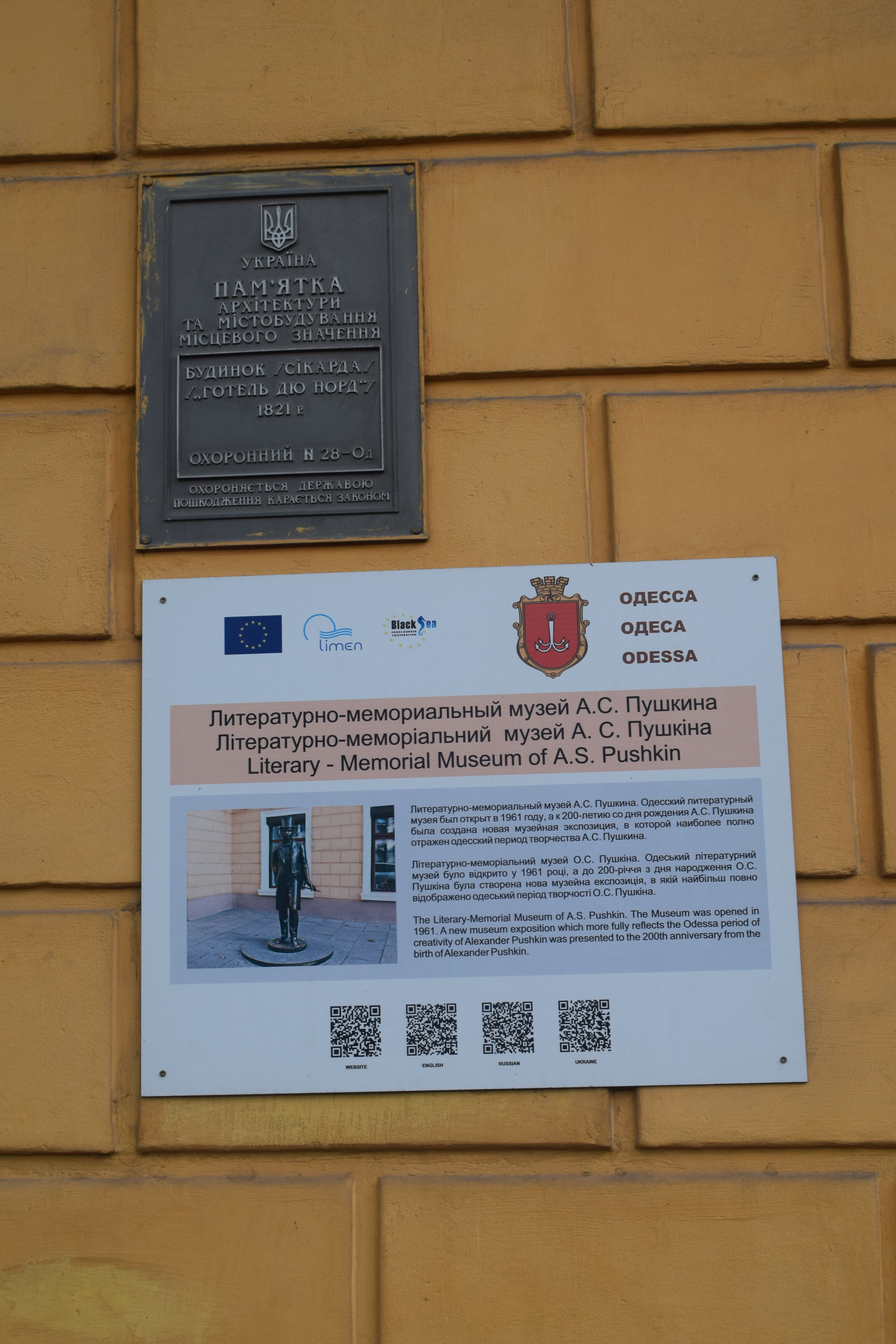
Plaque du classement,
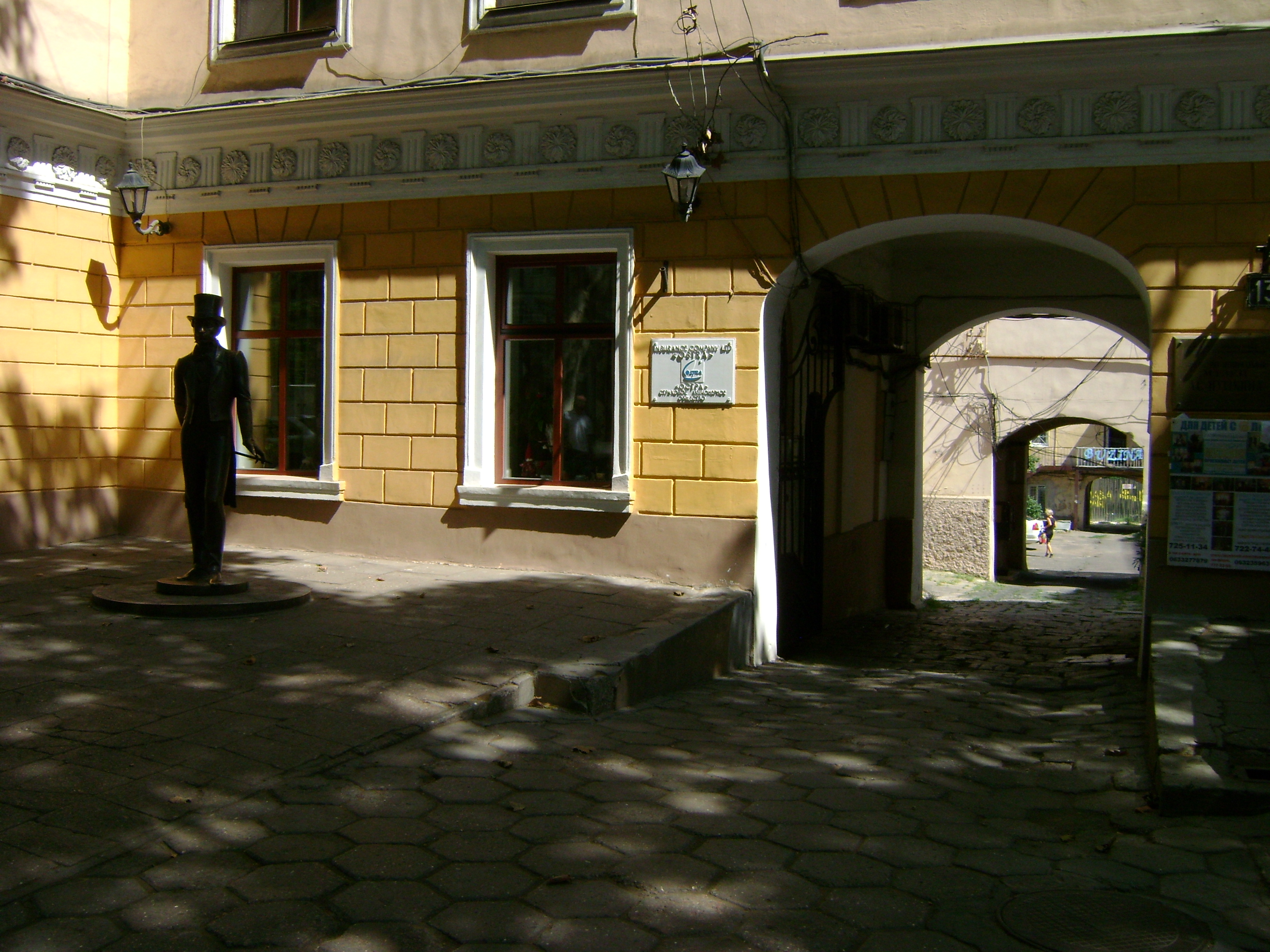
et la Statue de Pouchkine.

### Sources
- (en) Cet article est partiellement ou en totalité issu de l’article de Wikipédia en anglais intitulé « Odessa Pushkin Museum » (voir la liste des auteurs).